# カサブランカ物語
カサブランカ物語（カサブランカものがたり）は、テレビ東京系列で1990年7月15日～8月19日に放送されたテレビドラマ。

## 概要
都心から私鉄を乗り継いで40～50分、駅前の商店街を通り抜けて新築の家と農家とが混在する道を行くと、畑の向こうに見えてくる真白な二階建てアパート、それが「カサブランカ」。カサブランカは青春の一時期を過ごした後、何年か後に新たな人生へと巣立って行った住人たちを見守って来た独身者専用アパート。そこの住人達それぞれの恋愛などの物語を一話完結の6回シリーズで描いたオムニバスドラマ作品である。原作は志水辰夫の1989年に出版された同名小説。
本作はオムニバスドラマのため、各話の出演者は全て異なっており、全6話通して出演していたのはカサブランカ大家の敏子役の赤木春恵のみである。「カサブランカ」の撮影は、埼玉県八潮市内のあるアパートを借りて行われた。

## キャスト
- カサブランカ大家・敏子：赤木春恵（第1話～第6話通しての出演）

第1話「怪盗に口づけを!」
- 藤岡信也：風間トオル
  - 建築設計者。近くギリシャへ赴任するため、カサブランカの部屋を引き払った。
- 来宮紀子：中村あずさ
  - アニメーター。信也の後にカサブランカに来た新しい住人。そのような関係で、信也と関わりを持つようになる。

第2話「逆タマの道は迷い道」
- 岡崎潔：尾美としのり
- 北島聡子：三田寛子
- 下村：寺内アキラ
  - 聡子の本命とされている男性。

第3話「謎の美少女・嘘つきは冒険の始まり」
- 田代幸二：石黒賢
  - 万年金欠のカサブランカ住人。敏子に運転手として雇われ、ある日ライブ会場へ向かう。
- 夏草ちぐさ：つみきみほ
  - 幸二とライブ会場で出会った女性。「ICPJ国際警察ジュニア部門」の一員を名乗り、不審な男たちが乗った赤いポルシェを追跡するように幸二に命じた。
- 峰岸徹

第4話「恋人選択の自由」
- 平田丈信：美木良介
  - それまで女性に縁が無いながらも、結婚願望が高まり、敏子に見合いの世話を頼み込む。一方では利枝や由恵を口説いている。
- 利枝：網浜直子
  - 丈信の同僚のOL
- 由恵：可愛かずみ
  - 丈信の行き付けの飲み屋の主人。

第5話「愛は霧雨の中に」
- 頼子：手塚理美
  - 博多出身。同じく博多から上京した昭彦を追って上京して来た。
- 昭彦：宅麻伸
  - 頼子の恋人。
- 酒井：小坂一也
  - 昭彦の居るはずの部屋に何故か居たことで、頼子と知り合う。

第6話「素顔のままで 信州は恋の決め所」
- 摂子：伊藤かずえ
  - 広告代理店のキャリアウーマン。
- 工藤勝弘：天宮良
  - 摂子のいとこで、売れないイラストレーター。
- 小倉：五代高之
  - 工藤の友人の売れっ子ライター。
- 夏恵：井上博美
  - 摂子の会社の後輩。

## スタッフ
- プロデューサー：川島永次[2]
- 原作：志水辰夫
- 脚本：布勢博一、松木ひろし、及川中、関根俊夫
- 演出：小林俊一、日名子雅彦
- 制作：テレビ東京、彩の会

## 主題歌
- 「雨上がりの街」J-WALK

## サブタイトル
| 話数 | 放送日        | サブタイトル                     | 脚本       | 演出                |
| ---- | ------------- | -------------------------------- | ---------- | ------------------- |
| 1    | 1990年7月15日 | 怪盗に口づけを!                  | 布勢博一   | 小林俊一 日名子雅彦 |
| 2    | 1990年7月22日 | 逆タマの道は迷い道               | 松木ひろし | 小林俊一 日名子雅彦 |
| 3    | 1990年7月29日 | 謎の美少女・嘘つきは冒険の始まり | 及川中     | 小林俊一 日名子雅彦 |
| 4    | 1990年8月5日  | 恋人選択の自由                   | 布勢博一   | 小林俊一 日名子雅彦 |
| 5    | 1990年8月12日 | 愛は霧雨の中に                   | 松木ひろし | 小林俊一 日名子雅彦 |
| 6    | 1990年8月19日 | 素顔のままで 信州は恋の決め所    | 関根俊夫   | 小林俊一            |

## 放送局
- テレビ東京系列（当時未開局だったTVQ九州放送を除く。同時ネット）
- 富山テレビ：火曜 22:00 - 22:54[3]